# European Tour 2012/2013 – Turniej 6
European Tour 2012/2013 – Turniej 6 − trzynasty turniej snookerowy wchodzący w skład cyklu Players Tour Championship w sezonie 2012/2013. Turniej ten rozegrany został w dniach 26-27 grudnia 2012 w World Snooker Academy w mieście Sheffield w Anglii, oraz w dniach 4-6 stycznia 2013 w Event Forum w mieście Fürstenfeldbruck w Niemczech.
W finale turnieju zwyciężył Mark Selby, który pokonał Graeme Dotta 4−3.

## Nagrody i punkty rankingowe
Ta sekcja zostanie uzupełniona w najbliższym czasie

## Drabinka turniejowa
Ta sekcja zostanie uzupełniona w najbliższym czasie

## Finał
Ta sekcja zostanie uzupełniona w najbliższym czasie

## Breaki stupunktowe turnieju
Ta sekcja zostanie uzupełniona w najbliższym czasie